# カレッジバスケットボール

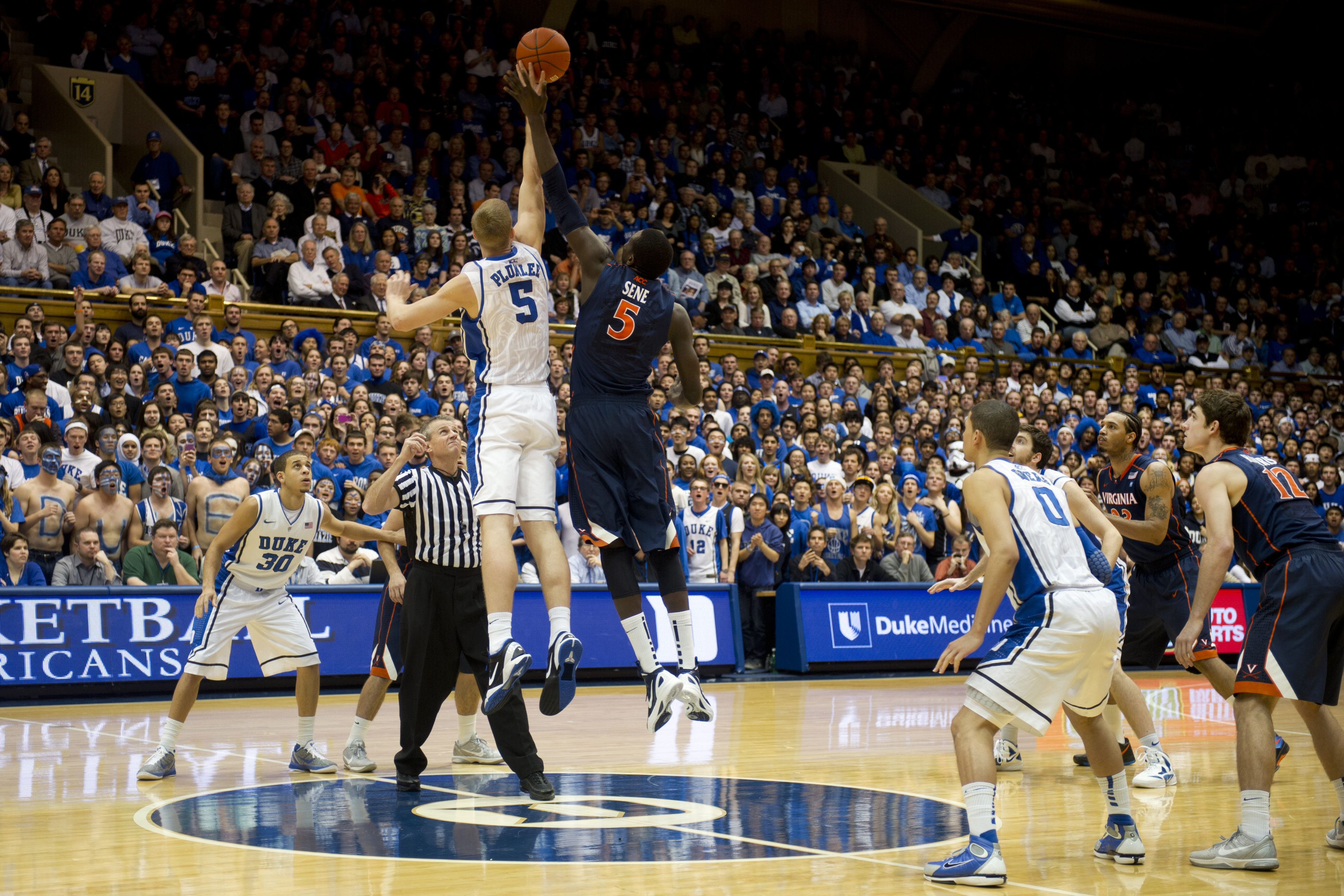
NCAA男子カレッジバスケットボールの試合風景。バージニア・キャバリアーズ対デューク・ブルーデビルズ戦にて。

アメリカ合衆国のカレッジバスケットボール (アメリカがっしゅうこくのカレッジバスケットボール、英語: College basketball in the United States)は、アメリカ合衆国の大学が参加して行われるバスケットボールのことであり、全米大学体育協会(NCAA)、全米大学対抗陸上競技協会(NAIA)、アメリカ合衆国大学体育協会(USCAA)、全米短期大学体育協会(NJCAA)、全米キリスト教大学体育協会(NCCAA)などの大学競技団体によって管理されている。
各大学チームをグループ分けするため、異なるカンファレンスがあり、これらのカンファレンスには大学の所在地によってチームが選ばれ、チームの地域的なプレーと各チームが次年度の構造的なスケジュールを持つために設置されている。また、カンファレンスはNCAAに属する全大学のランク付けするためだけではなく、NCAAトーナメント出場につながる、カンファレンスの中でもトーナメントが行われる。

## 歴史
バスケットボールの歴史は、マサチューセッツ州スプリングフィールドにあったYMCA国際トレーニングスクール（現在のスプリングフィールド大学）にまでさかのぼる。1891年の冬、ジェームズ・ネイスミスという体育教師が、陸上競技の選手の体調を整え、怪我をしないようなゲームを作ることを任され、このスポーツが誕生した。YMCAトレーニングスクールにて、ネイスミスが考案したルールで初めて正式なバスケットボールの試合が1891年12月21日に行われたと一般的に言われている。その後、1893年頃から一部の大学でバスケットボールが行われるようになった。

### カレッジバスケ初期
大学として初めてバスケットボールチームを結成したのはヴァンダービルト大学で、1893年2月7日にテネシー州ナッシュビルで地元のYMCAと対戦し、ヴァンダービルトが9-6で勝利した。カレッジバスケットボールとして組織的に試合を行った2番目の記録は、ジュネーブ大学が1893年4月8日にペンシルバニア州ビーバーフォールズでニューブライトンYMCAと試合を行い、ジェネーブが3-0で勝利した。

### トーナメントの始まり
アマチュア運動連合が毎年開催していた全米選手権大会 (1898年に初開催)では、大学チームが非大学チームと対戦することが多かった。AAUのトーナメントで優勝した大学は4校存在し、それぞれユタ大学(1916年)、ニューヨーク大学(1920年)、バトラー大学(1924年)、ウォッシュバーン大学(1925年)である。また、1915年、1917年、1920年、1921年、1932年、1934年に大学チームが準優勝をしている。
大学チームのみが参加した最初の大会は1904年の夏季オリンピックで、バスケットボールがデモンストレーションスポーツとして行われ、大学選手権大会が開催された。オリンピックチャンピオンはハイラム大学となった。1908年3月にはシカゴ大学とペン大学の間で2試合「選手権シリーズ」として開催され、フィラデルフィアとイリノイ州バートレットで試合が行われた。シカゴ大学が両試合勝利し、シリーズを制した。
1922年3月にはインディアナポリスで全米大学バスケットボール選手権大会が開催され、大学チームだけの独立したポストシーズン・トーナメントとして初めて開催された。
しかし、1938年春にニューヨークのマディソン・スクエア・ガーデンで開催された6チームのナショナル・インビテーション・トーナメント(NIT)にその座はすぐに奪われてしまうこととなった。

### NCAAトーナメント始動
1939年、全米大学体育協会(NCAA)によって、もう一つの全国大会が実施された。このNCAAトーナメントは開催地が年によって異なり、やがて毎年複数の場所で開催されるようになったことで、より多くのファンがニューヨークまで足を運ばずに試合を観戦できるようになった。これらの影響でNITは早期に創設され、長年NCAAより権威があったが、最終的にはNCAAトーナメントに人気も地位も奪われた。1950年、1949-50シーズンのCCNYビーバーズ男子バスケットボールチームがNITとNCAAトーナメントを二連覇(NITは12チーム、NCAAトーナメントは8チームで構成されていた時代)した影響を受け、NCAAはどのチームも両トーナメントに出場することはできないと裁定し、NCAAトーナメントに出場できるチームは、このトーナメントのみでプレーするべきだと事実上示唆したのであった。それからまもなく、ニューヨークを拠点とする1951年のスキャンダルに助けられ、NCAAトーナメントはカンファレンスチャンピオンとトップランクの大学チームの大半が出場し、以前より格調の高いものとなっていた。1960年にはNCAAトーナメントがNITを追い越し、1960年代から1970年代にかけては、UCLAがNCAAトーナメントで10回の優勝を果たすなど、西部地域のチームへのパワーシフトが進み、ニューヨークを拠点とするNITに出場していた大学からの注目度が高まっていった。1975年になると25チームから32チームへ増加し、1980年に48チーム、1985年に64チーム、2011年には68チームと出場チームが拡大されると、NCAAトーナメントへの関心はますます高まり、やがてすべての強豪カンファレンスに所属するチームが含まれるようになった。また、開催地の分布も改善され、出場チーム数はおよそ3分の1になった。
2011年、NCAAは68チームに拡大し、4つの出場枠を争う最後の8チームの勝者が決まると64チームに絞られ、これをファーストラウンドなどと呼んでいる。以前の1回戦は2回戦、2回戦は3回戦、スウィート16(Sweet Sixteen)は厳密には4回戦扱いとなった。
2016年は出場枠は拡大しなかったが、ラウンドナンバーは再び変更された。ベスト8チームを含む最初の4試合を「ファースト4 (first four)」と呼ぶようになり、その結果、最初の4試合が終わって64チームに絞られるまでは、1回戦扱いにはならなくなった。つまり、最初の4試合が終わると、次戦は2回戦になるのではなく、1回戦となり、32チームが残った時点でセカンド・ラウンド、スウィート16が3回戦、というようになった。

## カンファレンス

### NCAAディビジョンI

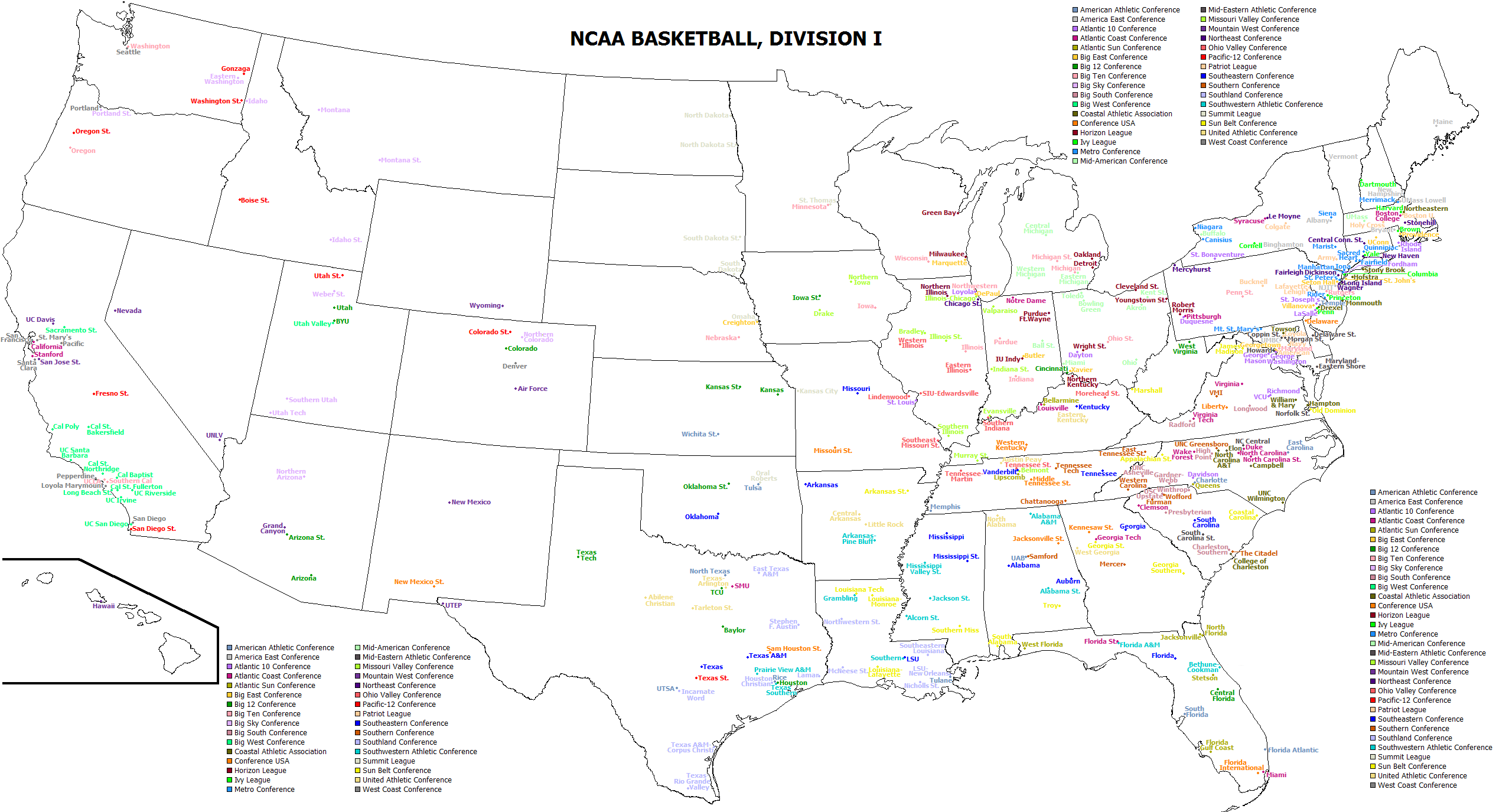
NCAAディビジョンⅠに所属する全大学チームの所在地

2020-21シーズン現在、32のディビジョンIに属するカンファレンスで、合計357校がバスケットボールを行なっている。1990年代まで男子校で、現在も圧倒的に男子が多い軍用大学のザ・シタデルとバージニア州立軍事学校を除き、これらの学校はすべて女子バスケットボールも行われている。

## プロバスケットボールとの関係
過去数十年間、NBAは伝統を守り、大学を卒業した選手をドラフトで指名してきた。これはNBAと大学の双方にとって有益な関係であった。大学はプロになるはずの選手を確保し、NBAはマイナーリーグに資金を提供する必要がなかったのだ。しかし、大学の試合が商業化されるにつれて、「学生アスリート」が学生であることはますます難しくなっていき、貧しく教育を受けられていないが、非常に才能のある10代のバスケットボール選手の中には、このシステムが搾取的であることに気づいた人たちが増えていった。彼らはほとんど学ばずに無収入でプレーする学校に資金をもたらしたのである。

## NBAやWNBAとの差別化
NCAAカレッジバスケットボール規則委員会は、NCAAの3つのディビジョンすべてのコーチから構成され、男子カレッジバスケットボールのルールに関する規則を定めている。並行して行われる委員会が女子カレッジのルールを決めている。NBAとWNBAのルールの多くはNCAAのルールにも適用されているが、NCAAは一部ユニークなものにしている違いもある。

## アワード
- 男子カレッジバスケットボール・アワード